# Teatro Boa Vista
O Teatro Boa Vista é um teatro localizado na cidade do Recife, capital do estado brasileiro de Pernambuco.

## História
O teatro, um dos principais espaços culturais do Recife, está situado nas dependências do Colégio Salesiano Sagrado Coração. É climatizado e tem 800 lugares na plateia.